# Alcione (dialogo)
L’Alcione (in greco antico: Ἁλκιόνη?) è un breve dialogo in cui Socrate narra a Cherefonte l'antico mito di Alcione, la donna trasformata da Zeus in un uccello marino. 

## Autore
La tradizione lo inserisce talvolta tra le opere di Platone, talvolta tra quelle di Luciano di Samosata, ma sembra non essere attribuibile a nessuno dei due. Viene citato anche da Nicia di Nicea, storico della filosofia (da cui probabilmente dipende Favorino, all'inizio del II secolo), che lo attribuiscono a un certo Leone, membro dell'Antica Accademia, mentre studiosi moderni lo attribuiscono al I secolo a.C.. 
Raramente compreso nelle raccolte moderne dei dialoghi platonici (in quanto già espunto nell'edizione di riferimento di Henri Estienne), viene solitamente incluso tra le opere spurie di Luciano.

## Trama
Nel dialogo, Socrate racconta a Cherefonte l'antico mito di Alcione, una donna trasformata dagli dei in un uccello per poter cercare nei mari il marito Ceice, che in mare era disperso. Scettico nei confronti del racconto, Cherefonte mette in dubbio la possibilità che gli umani possano essere trasformati in uccelli e, in risposta, Socrate avverte che ci sono molte cose sorprendenti sconosciute o almeno non completamente comprese dagli umani, e sostiene l'umiltà epistemologica per i mortali alla luce delle capacità degli dei o, più in generale, alla luce di ciò che gli umani non sanno.
(trad. di L. Settembrini)
Per confronto, Socrate fa riferimento a una brutta tempesta che si è verificata di recente ed è stata immediatamente seguita da un'improvvisa calma. Una trasformazione così improvvisa è allo stesso tempo sorprendente, reale e al di là del potere degli umani. Sottolinea, inoltre, le grandi differenze di forza e intelligenza tra adulti e bambini, con questi ultimi spesso incapaci di comprendere cosa possono fare gli adulti. Entrambe le analogie, prese insieme, supportano la possibilità che gli dei possano effettivamente avere la capacità di trasformare gli umani in uccelli, processo che semplicemente non è compreso dagli umani, invece di essere impossibile. Socrate conclude decidendo di tramandare il mito ai suoi figli così come gli è stato comunicato, e soprattutto con la speranza che ispiri le sue mogli Santippe e Mirto a rimanergli devotoː
(trad. di L. Settembrini)
Come si afferma nella conclusione, la conversazione si svolge nel porto di Falero, che è anche l'ambientazione narrativa del Simposio di Platone.